# Ladina Jenny
Ladina Jenny (Glarus, 10 juni 1993) is een Zwitserse snowboardster. Ze vertegenwoordigde haar vaderland op de Olympische Winterspelen 2014 in Sotsji en op de Olympische Winterspelen 2018 in Pyeongchang.

## Carrière
Bij haar wereldbekerdebuut, in januari 2010 in Kreischberg, scoorde Jenny direct wereldbekerpunten. In januari 2014 behaalde de Zwitserse in Bad Gastein haar eerste toptienklassering in een wereldbekerwedstrijd. Tijdens de Olympische Winterspelen van 2014 in Sotsji eindigde ze als veertiende op de parallelreuzenslalom en als 24e op de parallelslalom.
Op de FIS wereldkampioenschappen snowboarden 2015 in Kreischberg eindigde Jenny als negentiende op de parallelslalom en als 24e op de parallelreuzenslalom. In december 2015 stond de Zwitserse in Carezza voor de eerste maal in haar carrière op het podium van een wereldbekerwedstrijd. In de Spaanse Sierra Nevada nam ze deel aan de FIS wereldkampioenschappen snowboarden 2017. Op dit toernooi eindigde ze als zeventiende op de parallelreuzenslalom en als 33e op de parallelslalom. Tijdens de Olympische Winterspelen van 2018 in Pyeongchang eindigde Jenny als dertiende op de parallelreuzenslalom.

## Resultaten

### Olympische Spelen
| Jaar | Plaats      | Resultaten                                  |
| ---- | ----------- | ------------------------------------------- |
| 2014 | Sotsji      | 24e Parallelslalom 14e Parallelreuzenslalom |
| 2018 | Pyeongchang | 13e Parallelreuzenslalom                    |

### Wereldkampioenschappen
| Jaar | Plaats        | Resultaten                                  |
| ---- | ------------- | ------------------------------------------- |
| 2015 | Kreischberg   | 19e Parallelslalom 24e Parallelreuzenslalom |
| 2017 | Sierra Nevada | 33e Parallelslalom 17e Parallelreuzenslalom |

### Wereldbeker
Eindklasseringen
| Seizoen   | Algm | PAR | PGS | PSL |
| --------- | ---- | --- | --- | --- |
| 2009/2010 | 111e | 37e | –   | –   |
| 2010/2011 | 85e  | 45e | –   | –   |
| 2011/2012 | –    | 38e | –   | –   |
| 2012/2013 | –    | 39e | 40e | 33e |
| 2013/2014 | –    | 19e | 35e | 11e |
| 2014/2015 | –    | 19e | 28e | 13e |
| 2015/2016 | –    | 4e  | 4e  | 4e  |
| 2016/2017 | –    | 16e | 14e | 18e |
| 2017/2018 | –    | 12e | 9e  | 23e |